# هاماماتسوچو

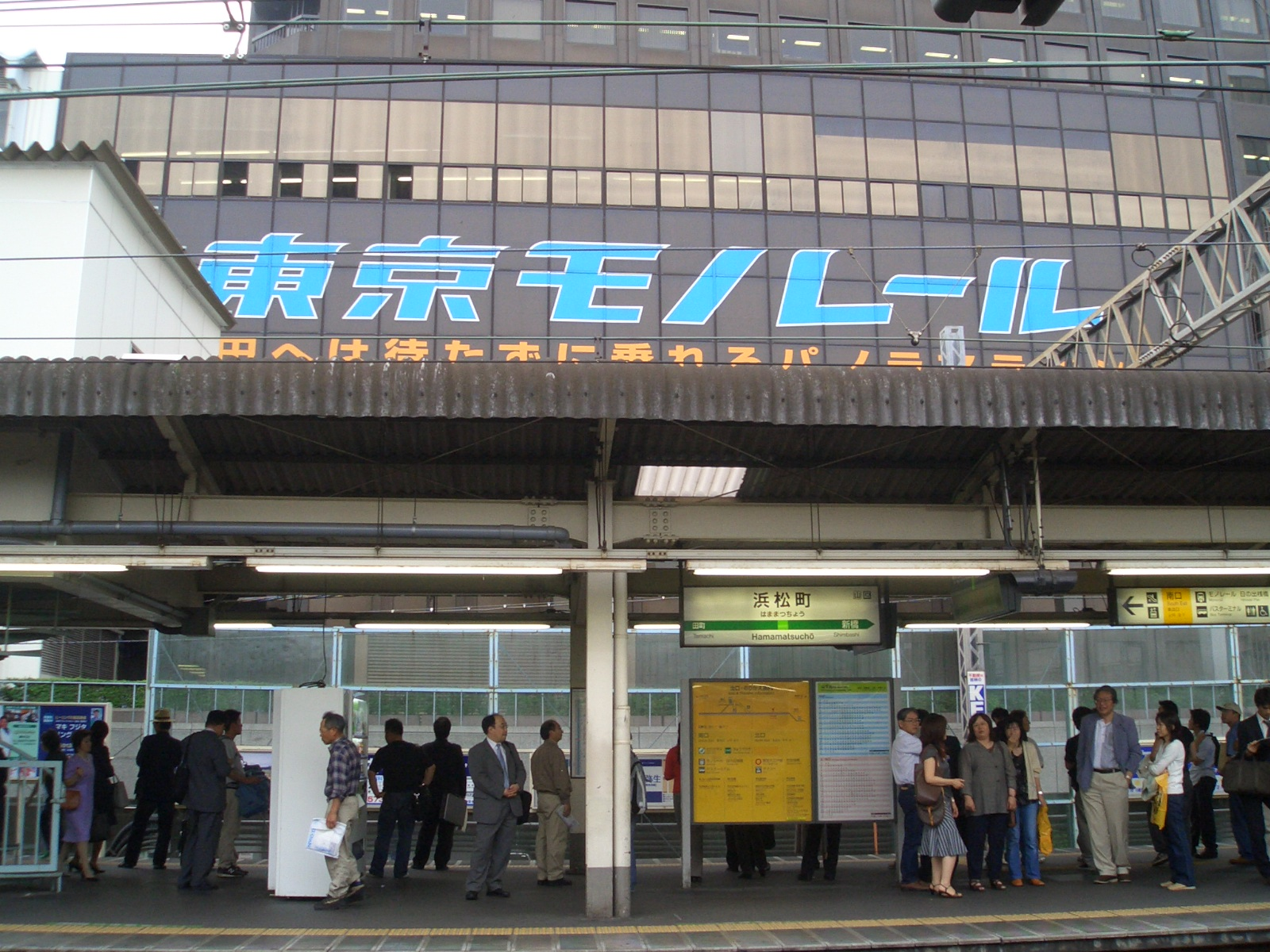
ایستگاه توکیو مونوریل در هاماماتسوچو.

هاماماتسوچو (به ژاپنی: (浜松町, Hamamatsuchō) یکی از محله‌های توکیو پایتخت ژاپن است که در منطقهٔ میناتو واقع شده‌است. این محله به ۳ محلهٔ کوچکتر تقسیم می‌شود.

## ایستگاه راه آهن
- جی آر، خط یامانوته، خط که‌ایهین-توهوکو، ایستگاه هاماماتسوچو
- توکیو مونوریل، خط هانه‌دا، ایستگاه مونوریل هاماماتسوچو

## نگارخانه

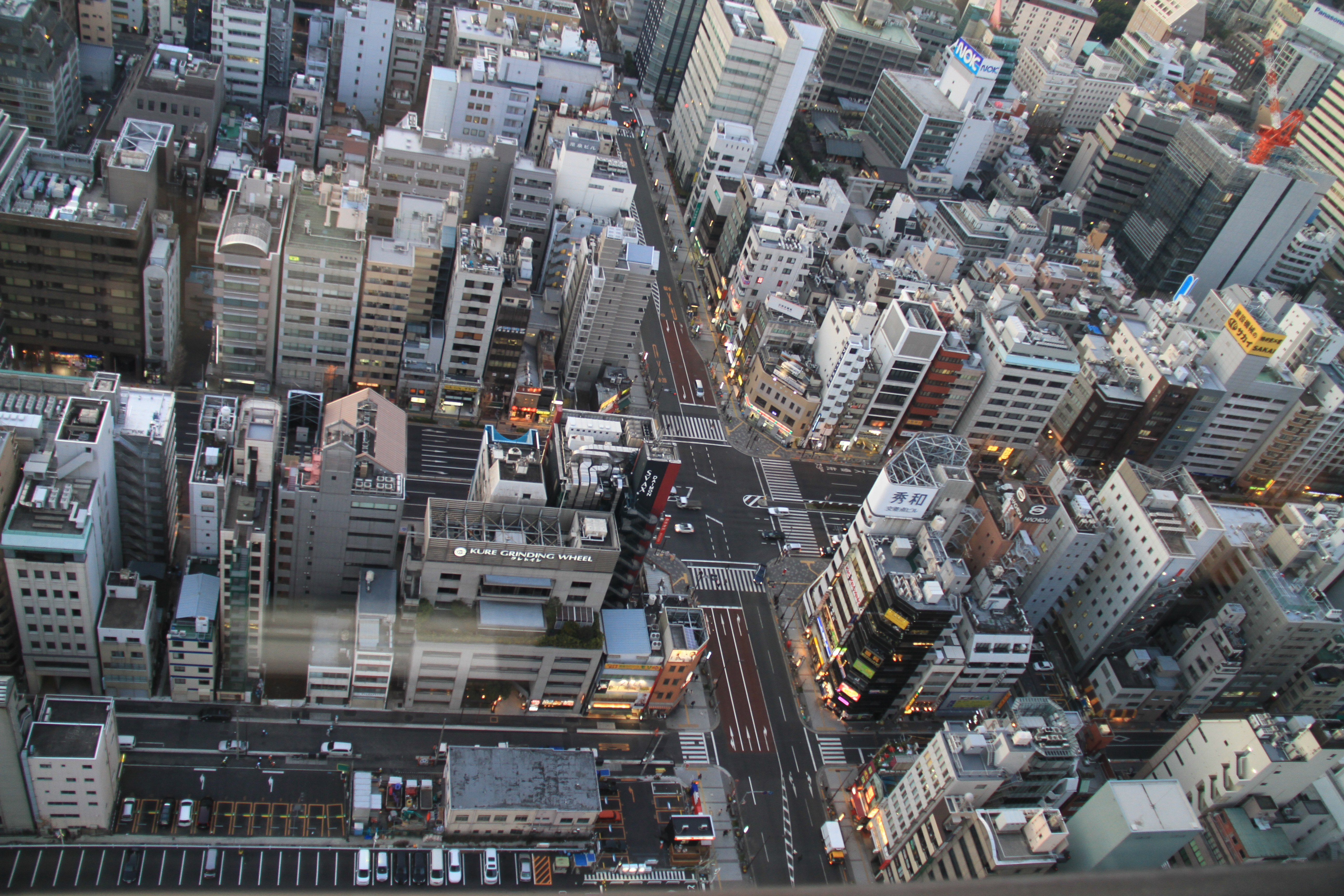